# Sardinija (dežela)
Sardinija (italijansko Sardegna [sardènja], sardsko Sardigna ali Sardinnia [sardìnja]) je ena od dvajsetih dežel, ki sestavljajo Italijo, in ena od petih s posebnim statutom. Zavzema ves istoimenski otok, po velikosti drugi v Sredozemlju za Sicilijo. Meji na severu s Korziko (Francija), od katere jo loči 11 km širok Bonifacijski preliv, in na zahodu s Sardinskim morjem; na jugu jo 250 km Sredozemskega morja loči od Afrike in na vzhodu je oddaljena 180 km od zahodne obale Apeninskega polotoka. Deli se na osem pokrajin: Cagliari (71 občin), Carbonia - Iglesias (23 občin), Medio Campidano (28 občin), Nuoro (53 občin), Ogliastra (23 občin), Olbia - Tempio (26 občin), Oristano (88 občin), Sassari (66 občin). Spadajo v deželo tudi številni manjši otoki okoli Sardinije.

## Etimologija
Ime Sardinija ima predlatinske korenine. Izhaja iz predrimskega etnonima *s(a)rd-, pozneje romaniziranega v sardus. Prvič se pojavi na kamnu iz Nore, kjer beseda ŠRDN ali *Šardana priča o obstoju imena ob prvem prihodu feničanskih trgovcev.
Po Timaju, enem od Platonovih dialogov, so Sardinija (večina starogrških avtorjev imenovana kot Sardṓ, Σαρδώ) in njeni prebivalci morda dobili ime po legendarni ženski, imenovani Sardṓ (Σαρδώ), rojeni v mestu Sarde (Σάρδεις), glavnem mestu starodavnega lidijskega kraljestva. Obstajajo tudi špekulacije, ki istovetijo starodavne nuragske Sarde s Sherdeni, enim od morskih ljudstev. Domneva se, da je ime imelo versko konotacijo, ker se je uporabljalo tudi kot pridevnik za starodavnega sardinskega mitološkega boga junaka Sardusa Patra ('sardinski oče'; pogosta razlaga, da izraz pomeni 'oče Sardincev', je nepravilno, saj bi bilo to Sardorum Pater), pa tudi izhodišče pridevnika sardonski.
V klasični antiki se imel Sardinija številna imena poleg Sardṓ (Σαρδώ) ali Sardinija, kot so Ichnusa (latinizirana oblika {{lang|grc|Ἰχνοῦσσα}), Sandaliotis (Σανδαλιῶτις) in Argyrophleps (Αργυρόφλεψ).

## Zemljepisna lega in podnebje
Sardinija je po velikosti tretja italijanska dežela, za Sicilijo in Piemontom. Ozemlje sestoji po večini iz visokih planot in hribovja (68 %), ravnine zavzemajo 18 %, gore pa samo 14 % celotne površine. Gorovje je sorazmerno nizko, ker je geološko med najstarejšimi v Evropi. Glavni skupini sta Gennargentu (Punta La Marmora 1834 m) in Supramonte (Monte Corrasi 1463 m). Gennargentu je sljudasto ozemlje, ki na zahodu prehaja v granit, na vzhodu pa v karbonate. Supramonte je popolnoma kraško področje z obilico slikovitih kraških pojavov. Reke so večinoma hudourniki, najvažnejši sta Tirso in Flumendosa.
Podnebje je sredozemsko in zelo ugodno. Zime so mile in poletja hladna, tudi zaradi stalnih vetrov, ki pihajo z morja.

## Zgodovina
Sardinijo so ljudje naselili od konca paleolitika, pred približno 20-10.000 leti. Najpomembnejša civilizacija na otoku je avtohtona nuragska civilizacija, ki je cvetela od 18. stoletja pr. n. št. do leta 238 pr. n. št. ali 2. stoletja našega štetja na nekaterih delih otoka in do 6. stoletja našega štetja na tistem delu otoka, znanem kot Barbagia.
Po obdobju, v katerem je otoku vladalo politično in gospodarsko zavezništvo med nuragskimi Sardinci in Feničani, je njegove dele osvojila Kartagina v poznem 6. stoletju pr. n. št., Rim pa leta 238 pr. n. št. Rimska okupacija je trajala 700 let.
Od zgodnjega srednjega veka so otoku vladali Vandali in Bizantinci. V praksi je bil otok ločen od teritorialnega vpliva Bizanca, kar je Sardincem omogočilo, da so si zagotovili samostojno politično organizacijo, štiri kraljestva, znana kot Judicates. Italijanski pomorski republiki Pisa in Genova sta se borili za uvedbo političnega nadzora nad temi avtohtonimi kraljestvi, vendar je bila iberska Aragonska krona tista, ki je leta 1324 uspela spraviti otok pod svoj nadzor in ga združiti v Kraljevino Sardinijo.
To ibersko kraljestvo je trajalo do leta 1718, ko je bilo prepuščeno Savojcem; Savojci so svojo otoško posest politično združili s svojimi domenami na italijanski celini, ki so jih v obdobju italijanske združitve razširili na celoten italijanski polotok; njihovo ozemlje se je tako leta 1861 preimenovalo v Kraljevino Italijo, leta 1946 pa je bila obnovljena kot današnja Italijanska republika.

### Prazgodovina
Sardinija je ena geološko najstarejših celin v Evropi. Otok je bil poseljen v različnih valovih priseljevanja od prazgodovine do novejšega časa.
Nekateri avtorji menijo, da ostanki iz jame Corbeddu v vzhodni Sardiniji predstavljajo najzgodnejše dokaze o prisotnosti človeka na Sardiniji pred približno 20.000 leti, v času zadnjega ledeniškega maksimuma. Vendar pa drugi avtorji trdijo, da ni trdnih dokazov za zasedbo otoka vse do zgodnjega mezolitika, pred približno 10.000 leti.
Neolitik se je začel na Sardiniji v 6. tisočletju pr. n. št. kot posledica preseljevanja zgodnjih evropskih kmetov, ki so nadomestili mezolitsko populacijo lovcev in nabiralcev, z materialno kulturo, vključno z razširjenim slogom keramike Cardium. V srednjem neolitskem obdobju je na otoku cvetela kultura Ozieri, verjetno egejskega izvora in razširila hipogejske grobnice, znane kot domus de Janas, medtem ko je kultura Arzachena v regiji Gallura zgradila prve megalite: okrogle grobnice. V zgodnjem 3. tisočletju pred našim štetjem se je začela razvijati metalurgija bakra in srebra.
V pozni bakreni dobi se je na Sardiniji pojavila tako imenovana kultura zvončastih čaš, ki je prihajala iz različnih delov celinske Evrope. Ti novi ljudje so se večinoma naselili na zahodni obali, kjer je bila najdena večina najdišč, ki so jim bila pripisana. Kulturi zvončastih čaš je v zgodnji bronasti dobi sledila kultura Bonnanaro, ki je pokazala reminiscence čaš in vplive kulture Polada.
Sčasoma se zdi, da so se različna sardinska prebivalstva združila v običajih, vendar so ostala politično razdeljena v različne majhne plemenske skupine, ki so se včasih združevale proti invazijskim silam z morja, drugič pa so se med seboj bojevale. Bivališča so sestavljale okrogle, s slamo krite kamnite koče.

#### Nuraška civilizacija
Od približno leta 1500 pr. n. št. naprej so bile vasi zgrajene okoli nekakšnega okroglega stolpa-trdnjave, imenovanega nuraghe (nuragi). Ti stolpi so bili pogosto okrepljeni in povečani z obzidjem. Plemenske meje so varovali manjši razgledni nuragi, postavljeni na strateških hribih, s katerih je bil razgled na druga ozemlja.
Danes je okoli 7000 nuragov posejanih po sardinski pokrajini. Medtem ko so imeli sprva ti nuragi razmeroma preprosto strukturo, so sčasoma postali izjemno zapleteni in monumentalni (primeri: Nuraghe Santu Antine, Su Nuraxi (Barumini) ali Nuraghe Arrubiu). Obseg, zapletenost in ozemeljska razširjenost teh zgradb potrjujejo stopnjo bogastva, ki so si jo nabrali nuraški Sardinci, njihov napredek v tehnologiji in zapletenost njihove družbe, ki je bila sposobna uskladiti veliko število ljudi z različnimi vlogami za gradnjo monumentalni nuragov.
Nuragi niso edine nuraške stavbe, ki stojijo na mestu, saj je okoli Sardinije več svetih vodnjakov in drugih stavb z verskimi nameni, kot je Grob velikanov (monumentalne skupne grobnice) in zbirke verskih stavb, ki so verjetno služile kot destinacije za romanje in množične verske obrede (npr. Su Romanzesu pri Bittiju).
Takrat je bila Sardinija središče številnih komercialnih poti in pomembna dobaviteljica surovin, kot sta baker in svinec, ki sta bili ključni za proizvodnjo tistega časa. Z nadzorovanjem pridobivanja teh surovin in trgovanjem z njimi z drugimi državami so stari Sardinci lahko kopičili bogastvo in dosegli raven prefinjenosti, ki se ne odraža le v kompleksnosti ohranjenih stavb, ampak tudi v umetninah (npr. votivni bronasti kipci, najdeni po Sardiniji, ali kipi Mont'e Prama).
Po mnenju nekaterih učenjakov je nuraško ljudstvo(-a) mogoče identificirati s Sherdenom, plemenom morskih ljudstev.
Nuraška civilizacija je bila povezana z drugimi sočasnimi megalitskimi civilizacijami zahodnega Sredozemlja, kot sta talajotska kultura Balearskih otokov in torejska civilizacija južne Korzike. Dokaze o trgovini z drugimi civilizacijami tistega časa potrjuje več artefaktov (npr. loncev), ki prihajajo vse od Cipra, Krete, celinske Grčije, Španije in Italije, ki so jih našli na nuraških najdiščih, kar priča o obsegu komercialni odnosi med Nuragi in drugimi ljudstvi v Evropi in zunaj nje.

### Antična zgodovina
Okrog 9. stoletja pr. n. št. so Feničani začeli vse pogosteje obiskovati Sardinijo, verjetno so sprva potrebovali varna sidrišča čez noč in v vseh vremenskih razmerah vzdolž svojih trgovskih poti od obale današnjega Libanona do afriške in evropske atlantske obale in naprej. Najpogostejša pristanišča so bila Caralis, Nora, Bithia, Sulci in Tharros. Klavdijan, latinski pesnik iz 4. stoletja, je v svoji pesmi De bello Gildonico izjavil, da so Caralis ustanovili ljudje iz Tira, verjetno v istem času kot ustanovitev Kartagine, v 9. ali 8. stoletju pred našim štetjem. V 6. stoletju pred našim štetjem so Kartažani po osvojitvi zahodne Sicilije načrtovali priključitev Sardinije. Prvi poskus invazije, ki ga je vodil Malchus, je preprečil zmagoviti nuraški odpor. Toda od leta 510 pr. n. št. sta bila južni in zahodno-osrednji del otoka drugič napadena in prišla pod oblast Kartažanov.
Leta 238 pr. n. št. so Rimljani izkoristili dejstvo, da se je Kartagina po prvi punski vojni (264–241 pr. n. št.) morala soočiti z uporom svojih plačancev, priključili Korziko in Sardinijo. Oba otoka sta postala provinci Korzika in Sardinija. Provincialnega guvernerja so dobili šele leta 227 pr. n. št. Rimljani so se soočili s številnimi upori in potrebovali so več let, da so umirili oba otoka. Obstoječa obalna mesta so povečali in olepšali ter ustanovili rimske kolonije, kot sta Turris Lybissonis in Feronia. Te so naselili rimski priseljenci. Rimska vojaška okupacija je končala nuraško civilizacijo, razen gorate notranjosti otoka, ki so jo Rimljani imenovali Barbaria, kar pomeni 'barbarska dežela'. Rimska oblast na Sardiniji je trajala 694 let in v tem času je bila provinca pomemben vir žita za glavno mesto. Latinščina je v tem obdobju postala prevladujoč govorjeni jezik, čeprav se je rimska kultura uveljavljala počasneje, rimski vladavini pa so pogosto nasprotovala sardinska plemena iz gorskih območij.

### Vandalsko osvajanje
Vzhodnogermansko pleme Vandalov je osvojilo Sardinijo leta 456. Njihova vladavina je trajala 78 let do leta 534, ko je 400 vzhodnorimskih čet pod vodstvom Cirila, enega od častnikov federatov, ponovno zavzelo otok. Znano je, da je vandalska vlada nadaljevala oblike obstoječe rimske cesarske strukture. Guverner Sardinije se je še naprej imenoval praeses in je očitno še naprej upravljal vojaške, sodne in civilne vladne funkcije po cesarskih postopkih. Edini vandalski guverner Sardinije, o katerem obstajajo obsežni zapisi, je zadnji, Godas, vizigotski plemič. Leta 530 n. št. je državni udar v Kartagini odstavil kralja Hilderika, spreobrnjenca v nicejsko krščanstvo, v korist njegovega bratranca Gelimerja, arijanskega kristjana kot večina elite v njegovem kraljestvu. Godas je bil poslan, da prevzame odgovornost in zagotovi zvestobo Sardinije. Naredil je ravno nasprotno, razglasil neodvisnost otoka od Kartagine in začel pogajanja s cesarjem Justinijanom I., ki je napovedal vojno v Hilderikovem imenu. Leta 533 našega štetja je Gelimer poslal glavnino svoje vojske in mornarice (120 plovil in 5000 mož) na Sardinijo, da bi ukrotili Godasa, s katastrofalnim rezultatom, da je bilo Vandalsko kraljestvo preobremenjeno, ko je Justinijanova lastna vojska pod Belizarjem prispela v Kartagino v njihovi odsotnosti. Vandalsko kraljestvo se je končalo in Sardinija je bila vrnjena pod rimsko oblast.

### Bizantinska doba in vzpon judikov
Leta 533 se je Sardinija vrnila pod oblast Bizantinskega cesarstva, ko je Vandale premagala vojska Justinijana I. pod poveljstvom generala Belizarja v bitki pri Trikamarumu, v njihovem afriškem kraljestvu pa je Belizar poslal svojega generala Cirila na Sardinijo, da ponovno zavzame otok. Sardinija je ostala v bizantinskih rokah naslednjih 300 let, razen kratkega obdobja, ko so jo leta 551 vdrli Ostrogoti.
Pod bizantinsko vladavino je bil otok razdeljen na okrožja, imenovana mereíai (μερείαι) v bizantinski grščini, ki jih je vodil sodnik s prebivališčem v Caralisu in garnizon vojske, nameščene na Forum Traiani (danes Fordongianus) pod poveljstvom duxa. V tem času se je na otoku globlje ukoreninilo krščanstvo, ki je izpodrinilo poganstvo, ki je v kulturno konzervativnem zaledju preživelo v zgodnjem srednjem veku. Skupaj z laičnim krščanstvom so se na Sardiniji uveljavili privrženci menihov, kot je Bazilij iz Cezareje. Medtem ko je krščanstvo prodrlo do večine prebivalstva, je regija Barbagia ostala pretežno poganska in verjetno delno nelatinsko govoreča. Ponovno so vzpostavili kratkotrajno neodvisno domeno s sardinsko-poganskim laičnim in verskim izročilom, eden od njenih kraljev je bil Hospito. Papež Gregor I. je Hospitu napisal pismo, v katerem ga je opredelil kot Dux Barbaricinorum, ker je bil kristjan, vodja in najboljši izmed njegovih ljudi. V tem edinstvenem pismu o Hospitu ga papež spodbuja, naj spreobrne svoje ljudstvo, ki »živi kot nerazumne živali, zanemarja pravega Boga in časti les in kamen« (Barbaricini omnes, ut insensata animalia vivant, Deum verum nesciant, ligna autem et lapides adorent).
Datumi in okoliščine konca bizantinske vladavine na Sardiniji niso znani. Neposredni centralni nadzor se je ohranil vsaj prek okoli leta 650, po katerem so bili lokalni odposlanci pooblaščeni zaradi upora Gregorja Patricija, eksarha Afrike in prve invazije muslimanskega osvajanja Magreba. Obstaja nekaj dokazov, da se je višja bizantinska uprava v Afriškem eksarhatu umaknila v Caralis po dokončnem padcu Kartagine v roke Arabcem leta 697. Izguba cesarskega nadzora v Afriki je povzročila stopnjevanje arabskih napadov na otok, od katerih je prvi dokumentiran leta 703, kar je v provinci prisililo k povečani vojaški samozavesti.
Drugje v osrednjem Sredozemlju so Aghlabidi leta 870 osvojili otok Malto. Prav tako so napadli Sardinijo in Korziko. Nekatere sodobne reference navajajo, da je Sardinija prišla pod nadzor Aghlabidov okoli leta 810 ali po začetku osvajanja Sicilije leta 827. Zgodovinar Corrado Zedda trdi, da je otok gostil muslimansko prisotnost v aglabidskem obdobju, verjetno omejeno oporišče ob obali, ki je prisilno sobivalo z lokalno bizantinsko vlado.  Zgodovinar Alex Metcalfe trdi, da so razpoložljivi dokazi o kakršni koli muslimanski okupaciji ali kolonizaciji otoka v tem obdobju omejeni in neprepričljivi ter da so bili muslimanski napadi omejeni na napade.
Komunikacija z osrednjo vlado je med in po muslimanski osvojitvi Sicilije med letoma 827 in 902 postala zastrašujoča, če ne celo nemogoča. Pismo papeža Nikolaja I. že leta 864 omenja »sardinske sodnike«  brez sklicevanja na cesarstvo in pismo papeža Janeza VIII. (vladal 872–882) jih omenja kot principes (»knezi«). V času De Administrando Imperio, dokončanega leta 952, bizantinske oblasti niso več navajale Sardinije kot cesarske province, kar kaže na to, da so jo imeli za izgubljeno. Po vsej verjetnosti je lokalna plemiška družina, Lacon-Gunale, pristala na moč arhonta, ki se je še vedno identificirala kot bizantinski vazal, vendar je bila de facto neodvisna, saj je bila komunikacija s Konstantinoplom zelo težavna. Znani sta samo dve imeni teh vladarjev: Salusios (Σαλούσιος) in protospatharios Turcoturios (Tουρκοτούριος) iz dveh napisov), ki sta verjetno vladala med 10. in 11. stoletjem. Ta vladarja sta bila še vedno tesno povezana z Bizantinci, tako zaradi pakta starodavnega vazalstva kot z ideološkega vidika z uporabo bizantinskega grškega jezika (v romanski državi) in z uporabo umetnosti Bizantinski navdih.
V začetku 11. stoletja so otok poskušali osvojiti Mavri s sedežem na Iberskem polotoku. Edini zapisi o tej vojni so iz pisanskih in genovskih kronik. Kristjani so zmagali, vendar je bilo po tem prejšnje sardinsko kraljestvo spodkopano in nato razdeljeno na štiri manjše države: Cagliari (Calari), Arborea (Arbaree), Gallura in Torres ali Logudoro.
Ne glede na to, ali je ta končna preobrazba iz cesarskega državnega uradnika v neodvisne suverene organe posledica cesarske opustitve ali lokalne uveljavitve, so se do 10. stoletja pojavili tako imenovani 'sodniki' (sardsko judikes / latinsko iudices, bizantinski upravni naslov) kot avtonomni vladarji Sardinije. Naziv iudice se je spremenil z jezikom in lokalnim razumevanjem položaja ter postal sardinski judike, v bistvu kralj ali suveren, medtem ko je Judicate (sardsko logu) začel pomeniti 'država'.
Zgodnjesrednjeveške sardinske politične institucije so se razvile iz tisočletja starih rimskih imperialnih struktur z relativno majhnim germanskim vplivom.
Čeprav so bili judikati dedna gospostva, je staro bizantinsko cesarsko pojmovanje, da je osebni naslov ali čast ločeno od države, še vedno ostalo, zato judikat ni veljal za osebno lastnino monarha, kot je bilo običajno v kasnejšem evropskem fevdalizmu. Tako kot cesarski sistemi je tudi novi red ohranil 'poldemokratične' oblike z nacionalnimi skupščinami, imenovanimi krona kraljestva. Vsak Judicate je skrbel za lastno obrambo, vzdrževal lastne zakone in upravo ter skrbel za lastne zunanje in trgovinske zadeve.
Zgodovino štirih sodnikov bo opredelilo tekmovanje za vpliv med dvema italijanskima pomorskima silama Genovo in Piso ter kasneje ambicije Aragonskega kraljestva.
Judicat Cagliarija ali Pluminos, med regentstvom Torchitorija V. Cagliarija in njegovega naslednika Viljema III., je bil povezan z Genovsko republiko. Zaradi tega je bil konec leta 1258, ko je njegovo glavno mesto, Santa Igia, napadlo in uničilo zavezništvo sardinskih in pisanskih sil. Ozemlje je bilo nato razdeljeno med republiko Pisa, družino Della Gherardesca iz Italije in sardinskima sodnikoma Arborea in Gallura. Pisa je ohranila nadzor nad trdnjavo Castel di Cagliari, ki so jo ustanovili pisani trgovci v letih 1216–1217 vzhodno od Santa Igie; na jugozahodu je grof Ugolino della Gherardesca spodbudil nastanek mesta Villa di Chiesa (danes Iglesias) za izkoriščanje bližnjih bogatih nahajališč srebra.
Judikat Logudoro (imenovan tudi Torres) je bil prav tako povezan z Genovsko republiko in se je končal leta 1259 po smrti judikesse (kraljice) Adelazije. Ozemlje je bilo razdeljeno med rodbinama Doria in Malaspina iz Genove ter družino Bas-Serra iz Arboree, medtem ko je mesto Sassari postalo majhna republika, po vzoru italijanskih mestnih držav (comuni), združenih najprej s Piso in nato z Genovo.
Judikat Gallure se je končal leta 1288, ko so zadnjega giudica, Nina Viscontija (prijatelja Danteja Alighierija), izgnali Pisanci, ki so zasedli ozemlje.
Arborejski judikat, ki ima glavno mesto Oristano, je imel najdaljšo življenjsko dobo v primerjavi z drugimi kraljestvi. Njegova kasnejša zgodovina je prepletena s poskusom združitve otoka v enotno sardinsko državo (Republica sardisca - 'Sardinska republika' v sardinščini, Nació sarda ali sardesca - 'sardinski narod' v katalonščini) proti njihovim sorodnikom in nekdanjim aragonskim zaveznikom.

### Aragonsko obdobje
Leta 1297 je papež Bonifacij VIII. na lastno pobudo (motu proprio) ustanovil hipotetično regnum Sardiniae et Corsicae (»kraljestvo Sardinije in Korzike«), da bi diplomatsko rešil vojno Sicilske večernice. Ta je izbruhnila leta 1282 med Anžujci in Aragonijo zaradi posesti Sicilije. Kljub obstoju avtohtonih držav je papež to novo ustanovljeno krono ponudil Jakobu II. Aragonskemu in mu obljubil podporo, če bi želel osvojiti Pisansko Sardinijo v zameno za Sicilijo.
Leta 1324 je aragonski prestolonaslednik Alfonz v zavezništvu s kraljestvom Arborea in po vojaškem pohodu, ki je trajal kakšno leto, povedel aragonsko vojsko, ki je zasedla pisanska ozemlja Cagliari in Galluro skupaj z zavezniškim mestom Sassari in jih poimenoval Kraljevina Sardinije in Korzike. Kraljestvo naj bi ostalo dominion Aragonske krone (pod španskimi kralji iz 16. stoletja) do Utrechtskega miru.
V tem obdobju je judicat Arboreje razglasil pravni zakonik kraljestva v Carta de Logu ('Deželna listina'). Carta de Logu je prvotno sestavil Marianus IV. Arborejski, spremenila in posodobila pa jo je Marianova hči, judikessa ali juighissa Eleanora Arborejska. Zakonik je bil napisan v sardinščini in je določal celo vrsto pravic državljanov. Med revolucionarnimi koncepti te Carte de Logu je bila pravica žensk do zavrnitve poroke in lastnine. Kar zadeva državljanske svoboščine, je zakonik provincialno Sardinijo v 14. stoletju uvrstil med najbolj razvite družbe v vsej Evropi.
Leta 1353 je Peter IV. Aragonski po aragonskih navadah kraljestvu Sardinije in Korzike podelil parlament, čemur je sledila določena stopnja samouprave pod podkraljem in sodna neodvisnost. Ta parlament pa je imel omejena pooblastila. Sestavljali so ga visoki vojaški poveljniki, duhovščina in plemstvo. Kraljevina Aragonija je fevdalni sistem uvedla tudi na območja Sardinije, ki jim je vladala.
Sardinski judikati niso nikoli prevzeli fevdalizma in Arborea je ohranila svoj parlament, imenovan Corona de Logu (kraljevska krona). V tem parlamentu so poleg plemičev in vojaških poveljnikov sedeli tudi predstavniki vsakega mesta in vasi. Corona de Logu je izvajala določen nadzor nad kraljem: po pravilu bannus consensus je bil kralj lahko odstavljen ali celo usmrčen, če ni upošteval pravil kraljestva.
Ko so prekinili zavezništvo z Aragonsko krono, so od leta 1353 do 1409 arborejski giudici Marianus IV., Hugh III. in Brancaleone Doria (mož Eleonore Arborejske) uspeli zasesti celotno Sardinijo razen močno utrjenih mest Grad Cagliari in Alghero, ki sta leta ostala edini aragonski gospostvi na Sardiniji (sardinsko-aragonska vojna).
Leta 1409 je Martin I. Sicilski, kralj Sicilije in dedič aragonske krone, porazil Sardince v bitki pri Sanluriju. V bitki se je borilo okoli 20.000 sardinskih, genovskih in francoskih vitezov, ki so bili vpisani iz svojega kraljestva v času, ko je prebivalstvo Sardinije močno izčrpala kuga. Čeprav je bila sardinska vojska številčnejša od aragonske, so bili poraženi.
Judicate Arborea je izginil leta 1420, ko je njegove pravice prodal zadnji kralj za 100.000 zlatih florinov in ko so nekateri njegovi najpomembnejši možje zamenjali stran v zameno za privilegije. Na primer, Leonardo Cubello, z nekaterimi trditvami, da je krona iz družine, ki je bila povezana s kralji Arboree, je dobil naziv markiza Oristanskega in fevdalne pravice na ozemlju, ki se je delno prekrivalo s prvotno razširitvijo kraljestva Arborea leta zamenjal za svojo podrejenost aragonskim monarhom.
Osvojitev Sardinije s strani Aragonskega kraljestva je pomenila uvedbo fevdalnega sistema po vsej Sardiniji. Tako je Sardinija verjetno edina evropska država, kjer je bil fevdalizem uveden v prehodnem obdobju iz srednjega veka v zgodnje novoveško obdobje, v času, ko so fevdalizem že opustile številne druge evropske države.

### Špansko obdobje
Leta 1469 se je dedič Sardinije, Ferdinand II. Aragonski, poročil z Izabelo I. Kastiljska, "kraljevino Sardinijo" (ki je bila ločena od Korzike) pa naj bi podedoval njun habsburški vnuk, Karel I. Španski, z državnim simbolom Štirih Mavrov. Nasledniki Karla I. Španskega so za obrambo svojih sredozemskih ozemelj pred napadi barbarskih piratov utrdili sardinsko obalo s sistemom obalnih razglednih stolpov, kar je omogočilo postopno ponovno naselitev nekaterih obalnih območij.
Kraljevina Sardinija je ostala aragonsko-španska približno 400 let, od 1323 do 1708, pri čemer je prevzela številne španske tradicije, običaje in jezikovne izraze, ki so danes živo prikazani v folklornih paradah sv. Efizija v Cagliariju (1. maj), kavalkadi na Sassari (predzadnjo nedeljo v maju) in Odrešenika v Nuoru (28. avgusta). V severozahodnem mestu Alghero (l'Alguer) še danes govorijo katalonščino.
Na Sardiniji so poročali o številnih lakotah. Po besedah Stephena L. Dysona in Roberta J. Rowlanda so »jezuiti iz Cagliarija v poznem 16. stoletju zabeležili takšne lakote in tako neplodnosti, da je večina ljudi lahko vzdrževala življenje le z divjo praprotjo in drugim plevelom«. .. Med strašno lakoto leta 1680 naj bi umrlo približno 80.000 ljudi od skupno 250.000 prebivalcev, cele vasi pa so bile opustošene ...«

### Savojsko obdobje
Leta 1708 je kot posledica španske nasledstvene vojne vladavina Sardinskega kraljestva prešla iz španskega kralja Filipa V. v roke Avstrijcev, ki so zasedli otok. Utrechtski mir je Sardinijo dodelil Avstrijcem, vendar je leta 1717 kardinal Giulio Alberoni, minister Filipa V. Španskega, ponovno zasedel Sardinijo.
Leta 1718 je bila Sardinija z londonsko pogodbo končno predana Savojcem; ta alpska dinastija je štirideset let pozneje leta 1760 na otok uvedla italijanski jezik in s tem začela proces italijanizacije med otočani.
Leta 1793 so Sardinci med francoskimi revolucionarnimi vojnami odbili francosko ekspedicijo Sardaigne. 23. februarja 1793 je Domenico Millelire, ki je poveljeval sardinski floti, premagal flote Francoske republike v bližini otočja Maddalena, katere vodja je bil takratni poročnik Napoleon Bonaparte. Millelire je postal prvi prejemnik zlate medalje za vojaško hrabrost italijanskih oboroženih sil. Istega meseca so Sardinci zaustavili poskus francoskega izkrcanja na plaži Quartu Sant'Elena, blizu glavnega mesta Cagliari. Zaradi teh uspehov so predstavniki plemstva in duhovščine (Stamenti) oblikovali pet prošenj, naslovljenih na sardinskega kralja Viktorja Amadeja III., vendar so bile vse zavrnjene. Zaradi tega nezadovoljstva sta bila 28. aprila 1794 med uporom v Cagliariju ubita dva savojska uradnika; to je bila iskra, ki je zanetila upor (imenovan sardinske večernice) po vsem otoku, ki se je začel 28. aprila 1794 (danes ga obeležujemo kot Sa die de sa Sardigna) z izgonom in usmrtitvijo piemontskih častnikov za nekaj dni iz prestolnica Cagliari.
28. decembra 1795 so uporniki iz Sassarija, ki so demonstrirali proti fevdalizmu, predvsem iz regije Logudoro, zasedli mesto. Da bi preprečil širjenje upora, je podkralj Filippo Vivalda 13. februarja 1796 podelil sardinskemu sodniku Giovanni Maria Angioy vlogo Alternosa, kar je pomenilo namestnika samega podkralja. Angioy se je iz Cagliarija preselil v Sassari in med njegovim potovanjem so se skoraj vse vasi pridružile vstaji, zahtevale konec fevdalizma in želele razglasiti otok za neodvisno republiko, toda enkrat so ga lojalistične sile premagale. Pobegnil je v Pariz in iskal podporo za francosko priključitev otoka.
Leta 1798 so otoček blizu Sardinije napadli Tunizijci in več kot 900 prebivalcev odpeljali v sužnje. Zadnji muslimanski napad na otok je bil na Sant'Antioco 16. oktobra 1815, več kot tisočletje od prvega.
Leta 1799 je zaradi napoleonskih vojn v Italiji savojska kraljeva družina zapustila Torino in se za približno petnajst let zatekla v Cagliari. Leta 1847 so se sardinski parlamenti (Stamenti), da bi dosegli piemontske liberalne reforme, ki si jih zaradi ločenega pravnega sistema niso mogli privoščiti, odpovedali državni avtonomiji in privolili v zvezo z italijanskimi celinskimi državami (Stati di Terraferma) in končali z enim parlamentom, enim magistratom in eno vlado v Torinu; ta poteza je poslabšala obrobne razmere na otoku in večina podpornikov unije, vključno z njenim voditeljem Giovannijem Siottom Pintorjem, je to kasneje obžalovala.
Leta 1820 so Savojci na otoku uvedli zakon o ograjenih prostorih (Editto delle Chiudende), katerega cilj je bil spremeniti tradicionalno kolektivno lastništvo zemlje, ki je bil kulturni in gospodarski temelj Sardinije od časov Nuragov, v zasebno lastnino. To je povzročilo številne zlorabe, saj je reforma na koncu dala prednost posestnikom, medtem ko je izključila revne sardinske kmete in pastirje, ki so bili priča odpravi komunalnih pravic in prodaji njihove zemlje. Številni lokalni upori, kot je Nuorese Su Connottu ('Že znani' v sardinščini) leta 1868, ki jih je zatrla kraljeva vojska, so povzročili poskus vrnitve v preteklost in ponovne potrditve pravice do uporabe nekoč skupne zemlje. Vendar skupna zemljišča (imenovana ademprivios) niso bila nikoli popolnoma odpravljena in so še vedno prisotna v velikem številu do danes (leta 1956 je bilo preštetih 500.000 hektarjev skupnih zemljišč, od tega 345.000 gozdov).

### Kraljevina Italija
S popolno združitvijo leta 1848 je konfederacija držav, ki so jo poganjali savojski kralji Sardinije, postala enotna in ustavna država ter se preselila v italijanske osamosvojitvene vojne za združitev Italije, ki so se vodile trinajst let. Leta 1861, ko je Italijo združila razpravljalna vojna akcija, je parlament Kraljevine Sardinije z zakonom odločil spremeniti svoje ime in naziv svojega kralja v Kraljevina Italija in kralj Italije. Večina sardinskih gozdov je bila v tem času posekana, da bi Piemontčanom zagotovili surovine, kot je les, ki se je uporabljal za izdelavo železniških pragov na celini. Primarni naravni gozdovi, ki jih hvali vsak popotnik, ki obišče Sardinijo, so se dejansko zmanjšali na eno petino njihovega prvotnega obsega, ob koncu stoletja pa bi znašali malo več kot 100.000 hektarjev. Od leta 1850 dalje so se davki na Sardiniji več kot podvojili, kar je še povečalo že tako hude finančne stiske, s katerimi se soočajo otočani zaradi italijansko-francoske tarifne vojne: med letoma 1885 in 1897 so Sardincem zaplenili več zemlje kot ostali Italiji skupaj zaradi davčne utaje.
Med prvo svetovno vojno so se odlikovali sardinski vojaki Brigata Sassari. Bila je prva in edina regionalna vojaška enota v Italiji, saj so bili vpisani samo Sardinci. Brigada je utrpela velike izgube in si prislužila štiri zlate medalje za vojaško hrabrost. Sardinija je izgubila več mladih kot katera koli druga italijanska regija na fronti, s 138 žrtvami na 1000 vojakov v primerjavi z italijanskim povprečjem 100 žrtev.
V fašističnem obdobju so z izvajanjem politike avtarkije obnovili več močvirij okoli otoka in ustanovili agrarne skupnosti. Glavne skupnosti so bile vas Mussolinia (danes imenovana Arborea), naseljena s kmeti iz Veneta in Furlanije, na območju Oristana in Fertilie, ki so jo najprej naselili naseljenci iz območja Ferrare, ki so ji po drugi svetovni vojni sledili pomembni število istrskih Italijanov in dalmatinskih Italijanov, ki izvirajo iz ozemelj, ki jih je izgubila Jugoslavija, na območju, ki meji na mesto Alghero, v regiji Nurra. V tem času (1938) je bilo ustanovljeno tudi mesto Carbonia, ki je postalo glavno središče premogovniške dejavnosti, ki je pritegnilo na tisoče delavcev iz preostalega Otoka in italijanske celine. Sardinska pisateljica Grazia Deledda je leta 1926 prejela Nobelovo nagrado za književnost.
Med drugo svetovno vojno je bila Sardinija pomembno letalsko in pomorsko oporišče in so jo zavezniki močno bombardirali, še posebej mesto Cagliari. Nemške enote so otok zapustile 8. septembra 1943, nekaj dni po premirju v Cassibilu in se umaknile na Korziko brez bojev in prelivanja krvi po bilateralnem dogovoru med generalom Antoniom Bassom (poveljnik oboroženih sil Sardinije) in Nemcem Karlom Hans Lungerhausen, general 90. panzergrenadirske divizije.

## Gospodarstvo
Izkoriščanje rudnikov, ki je bilo v preteklosti glavni vir dohodkov, je v 20. stoletju postopoma izgubilo na pomenu. Tudi kmetijstvo, ki je še leta 1951 zaposlovalo 52 % prebivalstva, ni bilo donosno, saj ni pokrivalo niti notranjih potreb. Zaradi tega se je mlajša generacija izselila, kar je pomenilo, da so obširna poljedelska področja ostala v rokah maloštevilnih starejših obdelovalcev. Zaradi pomanjkanja iniciative in sredstev se ni razvila nobena industrijska panoga. Izjema so številne hidroelektrarne, ki so bile zgrajene na vseh večjih rekah in ki so med najmočnejšimi v državi. Energija je sicer pospešila nastanek določenega števila industrijskih obratov, ki pa delujejo skoraj izključno za notranje potrebe. Izhod iz krize je dežela našla v turizmu, ki je danes glavna gospodarska dejavnost otoka. Z dohodki od turizma je bilo mogoče izboljšati prometne povezave, predvsem letalske in cestne. Ker je edinstvena narava otoka dovolila razvoj predvsem elitnega turizma, si je povsem nepričakovano opomogla tudi živinoreja, v kateri so bogati obiskovalci videli 'povratek v naravo'. Danes se redijo predvsem konji in več kot 80 % italijanskih žrebet prihaja iz Sardinije. Spet je donosna tudi reja drobnice (35 % državnega bogastva) in z njo povezana proizvodnja sirov. Zaradi onesnaženja italijanskih morij je vedno več povpraševanja po sardinskih ribah in školjkah, kar je pospešilo nastanek zadevnih gospodarstev. Omembe vreden je podatek, da se večina ulovljenih tun izvozi po hitrem postopku na Japonsko, kjer so že tretji dan po ulovu na razpolago porabnikom.

## Jezik
Stalni prebivalci Sardinije so vsi dvojezični. Večina, okoli 1.300.000 oseb, govori sardinščino, okoli 300.000 jih pa uporablja narečja, ki so sardinska le glede na ozemlje, a izhajajo iz korziščine. Deželna zakona 26/1997 in 345/2001 sta priznala sardinščino za drugi uradni jezik dežele in popolnoma enakopravno z italijanščino, razen v sodnih listinah, kjer je pravno veljavna samo italijanska verzija. Od skupnih 377 občin, jih država uradno priznava jezikovni manjšini kar 205.
V mednarodnem pogledu je sardinščina registrirana pod ISO 639 s kodeksoma sc (ISO 639-1: Alpha-2 code) in srd (ISO 639-2: Alpha-3 code). Zanimivo pa je, da v praksi sploh še ni določeno, katero od sardinskih narečij je treba jemati za sardinski jezik. Zaradi zapletene politične zgodovine otoka, predvsem pa zaradi osamljenosti posameznih predelov vsled pomanjkanja prometnih zvez, so se razvila razna narečja sardinščine. Glavna dva sta logudorese v osrednji in severni Sardiniji (okoli 400.000 govorcev) in campidanese v južni polovici otoka (okoli 900.000 govorcev). Ker ni bilo mogoče določiti, katero od dveh naj velja za uradno sardinščino, je dežela leta 2001 ustanovila posebno komisijo za preučitev problema. Leta 2006 je bil sprejet koncept splošne sardinščine (srd.: limba sarda unificada), ki povezuje obe narečji. Eksperimentalno je bila splošna sardinščina sprejeta kot uradni sardinski jezik, a vprašanje je še odprto.

## Okolje
Po ogromnem načrtu pogozdovanja je Sardinija postala italijanska regija z največjo gozdno širino. 1.213.250 hektarjev (12.132 km2) ali 50 % otoka pokrivajo gozdnata območja. Corpo forestale e di vigilanza ambientale della Regione Sarda je sardinski gozdarski zbor. Sardinija je ena izmed regij v Italiji, ki jih poleti najbolj prizadenejo gozdni požari.
Regionalni krajinski načrt prepoveduje nove gradnje na obali (razen v urbanih središčih), ob gozdovih, jezerih ali drugih okoljskih ali kulturnih območjih, Agencija za ohranjanje obale pa zagotavlja zaščito naravnih območij na sardinski obali.
Obnovljivi viri energije so se v zadnjih letih opazno povečali, predvsem vetrna energija, ki jo spodbuja vetrovno podnebje, pa tudi sončna energija in biogoriva, ki temeljijo na olju jatrofe in ogrščici. Konec leta 2009 je bilo na otoku nameščenih 586,8 megavatov vetrnih elektrarn.

## Kultura
Sardinija je edina avtonomna regija v Italiji, kjer njen posebni statut uporablja izraz popolo (različni ljudje) za označevanje njenih prebivalcev. Medtem ko to formulo uporablja tudi Benečija, ki je za razliko od Sardinije običajna regija, je sardinski statut sprejet z ustavnim zakonom. V obeh primerih tak izraz ne pomeni nobene pravne razlike med Sardinci in katerim koli drugim državljanom države.

### Arhitektura
O prazgodovinski arhitekturi na Sardiniji obstajajo številna pričevanja, kot so Domus de Janas (hipogejske grobnice), grob velikanov, megalitski krogi, menhirji, dolmeni in templji vodnjakov; vendar so element, ki več kot vsi drugi, ki označujejo sardinsko prazgodovinsko pokrajino, nuragi; ostanki na tisoče teh bronastodobnih stavb različnih vrst (preprostih in kompleksnih) so vidni še danes. Številne sledi so pustili tudi Feničani in Puni, ki so na obalah uvedli nove urbane oblike.
Rimljani so celotnemu otoku dali novo upravno strukturo s prestrukturiranjem več mest, ustvarjanjem novih središč in gradnjo številnih infrastruktur, od katerih so ostale ruševine, kot je palača Re Barbaro v Porto Torresu ali rimski amfiteater v Cagliariju. Celo iz zgodnjekrščanske in bizantinske dobe obstaja več pričevanj po celotnem ozemlju tako na obalah kot v notranjosti, zlasti povezanih z bogoslužnimi stavbami.
Poseben razvoj je doživela romanska arhitektura v obdobju judikatov. Od leta 1063 so sardinski sodniki (judikati) z znatnimi donacijami podpirali prihod menihov različnih redov iz različnih regij Italije in Francije na otok. Te okoliščine so spodbudile prihod delavcev iz Pise, Lombardije, Provanse in muslimanske Španije na otok, kar je povzročilo umetniške manifestacije brez primere, ki jih je zaznamovalo zlitje teh izkušenj.
Temeljni kamen v razvoju romanskih arhitekturnih oblik je bila bazilika sv. Gavina v Porto Torres. Med najpomembnejšimi primeri so stolnice Sant'Antioco di Bisarcio (Ozieri), San Pietro di Sorres v Borutti, San Nicola di Ottana, palatinska kapela Santa Maria del Regno v Ardare, stolnica Santa Giusta, Nostra Signora di Tergu, Basilica di Saccargia v Codrongianosu in Santa Maria di Uta ter iz 13. stoletja stolnici Santa Maria di Monserrato (Tratalias) in San Pantaleo (Dolianova). Kar zadeva vojaško arhitekturo, so bili v tem obdobju zgrajeni številni gradovi za obrambo ozemlja. Iz začetka 14. stoletja so utrdbe in stolpi Cagliarija, ki jih je zasnoval Giovanni Capula.
Po prihodu leta 1324 so Aragonci skoncentrirali prve izvedbe v Cagliariju; najstarejša katalonska gotska cerkev na Sardiniji je Svetišče Naše Gospe iz Bonarie. Tudi v Cagliariju so v istih letih znotraj stolnice zgradili aragonsko kapelo. V prvi polovici 15. stoletja je bil zgrajen pravi gotski dragulj, kompleks San Domenico, ki je vključeval cerkev in samostan, skoraj popolnoma uničen med zračnimi napadi leta 1943, od katerega je ostal samo križni hodnik. Druga dela so bile cerkve San Francesco Stampace (od katere je ostal le del križnega hodnika), Sant'Eulalia v San Giacomo. V Algheru se je v drugi polovici 15. stoletja začela gradnja cerkve San Francesco in v 16. stoletju stolnice.
Renesančna arhitektura, čeprav slabo zastopana, vključuje pomembne primere, kot so postavitev stolnice San Nicola di Sassari (pozna gotika, vendar z močnim renesančnim vplivom), cerkev Sant'Agostino di Cagliari (zasnoval Palearo Fratino), cerkev sv. Katarine v Sassariju (zasnoval Bernardoni, učenec Vignole).
Nasprotno pa je baročna arhitektura dobila velik pomen. Zanimivi primeri so Collegiata di Sant'Anna v Cagliariju, pročelje stolnice San Nicola v Sassariju, cerkev San Michele v Cagliariju, pa tudi stolnica v Cagliariju, Alesu in Oristanu, prezidana ali spremenjena med 17. in 18. stoletjem.
Od 19. stoletja so se po otoku razširile nove arhitekturne oblike neoklasicističnega navdiha. Med najpomembnejšimi osebnostmi te arhitekturne in urbanistične faze je arhitekt iz Cagliarija Gaetano Cima, čigar dela so raztresena po celotnem ozemlju Sardinije. Poleg Ciminih del velja omeniti dela Giuseppeja Cominottija (Palazzo in mestno gledališče v Sassariju) in Antonia Cana (kupola S. Maria di Betlem v Sassariju in stolnica Santa Maria della Neve v Nuoru). V drugi polovici 19. stoletja je bila v Sassariju zgrajena neogotska palača Giordano (1878), ki je eden najzgodnejših primerov revivalizma na otoku.
Zdi se, da je zanimiva realizacija eklektičnega sloga, ki izhaja iz združitve neo- in art nouveau modelov, mestna hiša v Cagliariju, dokončana v začetku 20. stoletja. Prihod fašizma je močno vplival na arhitekturo na Sardiniji v 1920-ih in 1930-ih: zanimivi dosežki tega obdobja so nova središča Fertilia, Arborea in mesto Carbonia, eden največjih primerov racionalistične arhitekture.

### Umetnost
Številne najdbe značilnih kipov boginje matere in lončenine z vgraviranimi geometrijskimi motivi pričajo o umetniških izrazih prednuragijskih ljudstev. Pozneje je nuraška civilizacija izdelala na stotine bronastih kipcev in skrivnostni kamniti kip Velikanov iz Mont'e Prame.
Zveza med nuraškim prebivalstvom in trgovci, ki so prihajali iz vseh delov Sredozemlja, je privedla do prefinjene proizvodnje zlatih artefaktov, prstanov, uhanov in nakita vseh vrst, pa tudi votivnih stel in stenskega okrasja. Poleg arhitekture, povezane z javnimi deli, so Rimljani uvedli mozaike in okrasili bogate vile patricij s kipi in slikami.
V srednjem veku, v obdobju judikatov, je bila arhitektura cerkva obogatena s kapiteli, sarkofagi, freskami, marmornimi oltarji in kasneje okrašena z retabli, slikami pomembnih umetnikov, kot so mojster iz Castelsarda, Pietro Cavaro, Andrea Lusso in šolo tako imenovanega mojstra Ozierija, ki sta jo vodila Giovanni del Giglio in Pietro Giovanni Calvano, seneškega porekla.
V 19. stoletju in v začetku 20. stoletja so nastali miti o nekontaminiranem in brezčasnem otoku. Po pripovedovanju številnih popotnikov, ki so v tistem obdobju obiskali Sardinijo, kot je D. H. Lawrence, so takšne mite slavili predvsem sardinski umetniki, kot so Giuseppe Biasi, Francesco Ciusa, Filippo Figari, Mario Delitala in Stanis Dessy. V svojih delih so izpostavljali avtohtone vrednote kmetijsko-pastirskega sveta, še nehomologiranega sodobnosti, ki je pritiskala od zunaj. Drugi pomembni sardinski umetniki druge polovice dvajsetega stoletja so bili Costantino Nivola, Maria Lai, Albino Manca in Pinuccio Sciola.

## Mesta svetovne dediščine
Megalitske gradbene strukture, imenovane nuragi, so v velikem številu raztresene po vsej Sardiniji. Su Nuraxi di Barumini je od leta 1997 na Unescovem seznamu svetovne dediščine.

## Kuhinja
Meso, mlečni izdelki, žitarice in zelenjava predstavljajo najbolj osnovne elemente tradicionalne sardinske prehrane, skupaj z, v manjši meri, morskimi sadeži, kot so jastog (aligusta), škampi, bottarga (butàriga), lignji in tuna.
Odojka (porcheddu) in divjega prašiča (sirbone) pečejo na ražnju ali skuhajo v enolončnicah iz fižola in zelenjave, zgostijo s kruhom. Uporabljajo se zelišča, kot sta meta in mirta. Veliko sardinskega kruha je narejenega suhega, kar se ohrani dlje kot kruh z visoko vsebnostjo vlage. Tudi tega pečejo, vključno s civraxiujem, coccoi pintau, zelo okrasnim kruhom in pistoccu, narejenim samo iz moke in vode, ki je bil prvotno namenjen pastirjem, a doma pogosto postrežen s paradižniki, baziliko, origanom, česnom in močnim sirom. Tradicionalni siri so pecorino sardo, pecorino romano, casizolu, ricotta in casu martzu (znan po tem, da vsebuje žive ličinke žuželk).
Ena najbolj znanih jedi je pane carasau, sardinski ploščat kruh, znan po svoji tanki hrustljavosti. Prvotno je bila izdelava tega kruha naporen proces, ki so ga opravile tri ženske. Ta ploščat kruh je vedno narejen ročno, saj daje drugačen okus, bolj ko se testo obdeluje. Po obdelavi se testo razvalja v zelo tanke kroge in postavi v zelo vročo kamnito peč, kjer se bo testo dvignilo v obliko krogle. Ko testo doseže to stanje, ga vzamemo iz pečice, kjer ga nato razrežejo na dva tanka lista in zložijo, da grejo nazaj v pečico.
Alkoholne pijače so številna avtohtona vina, kot so Cannonau, Malvasia, Vernaccia, Vermentino, različne žgane pijače, kot so Abbardente, Filu Ferru in Mirto. Pivo je najbolj popita alkoholna pijača; Sardinija se ponaša z največjo porabo piva na prebivalca v Italiji (dvakrat večja od državnega povprečja). Birra Ichnusa je najbolj komercializirano pivo, proizvedeno na Sardiniji.